# Raszowska Góra
Raszowska Góra – wzniesienie (wzgórze) położone w Paśmie Farnej Góry, należącym do Wzgórz Trzebnickich. Wzgórze znajduje się na terenie Gminy Trzebnica, we wsi Raszów. Nazwa wzniesienia jest nazwą urzędową ujętą w państwowym rejestrze nazw geograficznych na podstawie zarządzenia Prezesa Rady Ministrów z 1954 r.

## Położenie
Wzgórze Raszowska Góra położone jest w Paśmie Farnej Góry, nazywanym także Pasmem Północnym, w obrębie Wzgórz Trzebnickich, będących mezoregionem o identyfikatorze 318.44 (według regionalizacji fizycznogeograficznej opracowanej przez Jerzego Kondrackiego), należących do Wału Trzebnickiego (makroregion o indeksie 318.4). W ramach tych Wzgórz Trzebnickich wyróżnia się także mikroregion obejmujący Raszowską Górę – Grzbiet Trzebnicki (indeks 318.444). Pod względem podziału administracyjnego jest ono położone na terenie Gminy Trzebnica, w powiecie trzebnickim, województwie dolnośląskim (zobacz: podział administracyjny województwa dolnośląskiego).

## Charakterystyka
Wierzchołek Raszowskiej Góry położony jest na wysokości bezwzględnej około 246 m n.p.m. (245,73 m n.p.m.). Znajduje się tu zabudowana działka stanowiąca własność prywatną bez dostępu dla osób postronnych. Posadowiono tu także turbinę wiatrową. Północna część masywu pokryta jest zalesieniami i sadami, a pozostała część użytkami rolnymi. W pobliżu po stronie północno-wschodniej przebiega droga z Trzebnicy do Głuchowa Górnego numer 1341D.

## Nazwa
Nazwa własna wzniesienia – Raszowska Góra – jest nazwą urzędową, gdyż została ustalona i ujęta w państwowym rejestrze nazw geograficznych na podstawie zarządzenia wydanego przez Prezesa Rady Ministrów z dnia 30 marca 1954 r., nr 70, ogłoszonego w Monitorze Polskim z 1954 r. nr 38, poz. 516. Odnosi się ona do ukształtowania terenu określonego jako wzgórze, wzniesienie. W rejestrze tym przypisano jej identyfikator: PRNG – 206521, identyfikator IIP – PL.PZGiK.320.NGRP.206521. Podaje on następujące współrzędne geograficzne punktu głównego wzniesienia: szerokość geograficzna – 51°17'27" N, długość geograficzna – 17°05'33" E. Nazwa została ujęta w wymienionym rejestrze dnia 2.08.2012 r.. Na niektórych niemieckich mapach historycznych można odnaleźć historyczną, niemiecką nazwę tego wzgórza, gdzie podawana jest jako Kaiser-Berge (można także odczytać wysokość bezwzględną wierzchołka wskazaną jako 245,7 m n.p.m.).